# Lasianthus tomentosus
Lasianthus tomentosus är en måreväxtart som beskrevs av Carl Ludwig von Blume. Lasianthus tomentosus ingår i släktet Lasianthus och familjen måreväxter. IUCN kategoriserar arten globalt som starkt hotad. Inga underarter finns listade i Catalogue of Life.